# Хулич, Тончи
Тончи Хулич (хорв. Tonči Huljić; род. 29 октября 1961, Сплит, Югославия) — хорватский музыкант, сочинитель песен и музыкальный продюсер из Сплита.
Хулич сделал себе имя в конце 1970-х как создатель и главная фигура поп-группы «Далматский магазин» (Dalmatinski magazin, позже переименованной в Magazin). Группа постепенно сделала себе репутацию одной из самых популярных и самых живучих хорватских поп-групп, с репертуаром и музыкальными аранжировками, на которые оказала влияние далматская народная музыка.
В 1990-х, после распада Югославии, Хулич был среди первых хорватских музыкантов, привнёсших в свой репертуар элементы народной музыки из других бывших югославских республик. Хотя многим рок-критикам не понравилось это, и они обвиняли Хулича в подмешивании турбо-фолка в хорватскую музыку, «Магазин» стал, вероятно, самой популярной музыкальной группой в Хорватии в то время. Её популярность сохранялась во всех республиках бывшей Югославии, как и ранее.
В то время Хулич показал отличный управленческий талант и создал звукозаписывающую марку Tonika, которая является одной из самых влиятельных в Хорватии. Хулич также написал популярные музыкальные произведения для хорватского пианиста Максима Мрвицы, такие как «Kolibre» и «Nostradamus», и лучший хит Максима «Хорватскую рапсодию» («Croatian Rhapsody»). Он является автором песни «Marija Magdalena», с которой Дорис Драгович заняла 4-е место на Евровидении-1999.
Первый сольный альбом называется Waterland. Он выпущен в 2009 году под лейблом City Records.
Авраам Руссо исполняет «Знаю» на стихи Лены Стюф — кавер-версию песни Тончи Хулича «Ginem».